# Ildefons Schober

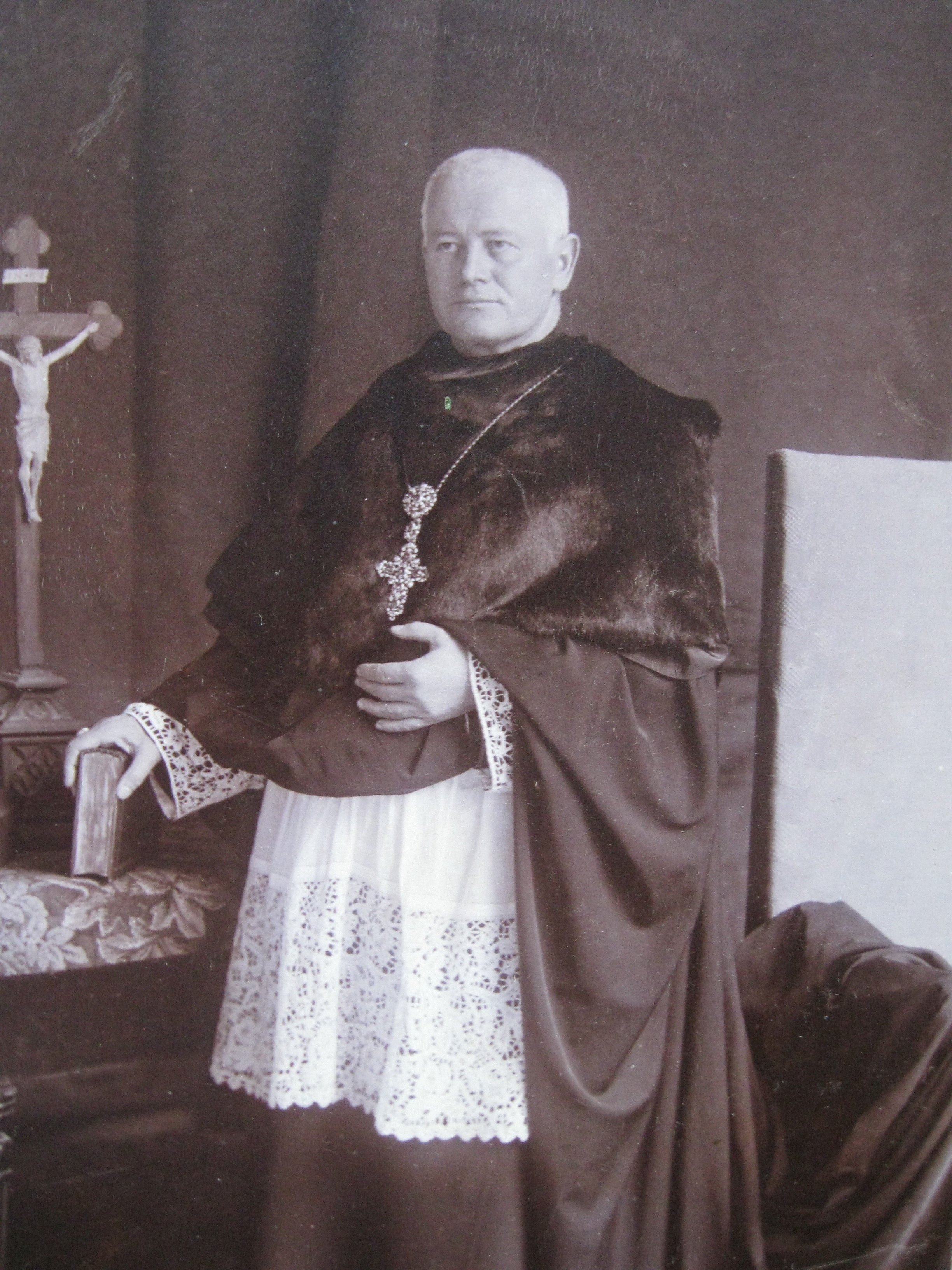
Ildefons Schober als Erzabt von Beuron mit Cappa magna (vermutlich 1908)

Ildefons Schober OSB (* 23. Februar 1849 in Pfullendorf als Friedrich Schober; † 28. Februar 1918 in Beuron) war ein deutscher Benediktiner. Er war zunächst Abt der Abtei Seckau, zudem zweiter Generalsuperior der Benediktinerkongregation von St. Ottilien, später Erzabt der Erzabtei Beuron.

## Leben
Friedrich Schober war eines von acht Kindern des Webermeisters Mathias Schober und seiner Ehefrau Monika. Dank der Unterstützung seiner Heimatstadt konnte er das Gymnasium in Freiburg im Breisgau besuchen und dort ein Theologiestudium aufnehmen. Im September 1870 trat er als Mönch in die Benediktinerabtei Beuron ein und nahm den Ordensnamen Ildefons an. Nach dem Noviziat setzte er von 1871 bis 1873 das Theologiestudium an der Hochschule des Mainzer Priesterseminars fort. Zwischenzeitlich legte er in Beuron 1872 die Profess ab und wurde 1874 zum Priester geweiht. Während des durch den Kulturkampf bedingten Exils des Beuroner Mönchskonventes weilte Schober ab 1875 in verschiedenen Ämtern in Volders (Tirol) und ab 1880 in der Abtei Emaus in Prag, bevor er 1883 in die Abtei Seckau in der Steiermark wechselte. 1887 ernannte Erzabt Maurus Wolter ihn zum ersten Abt von Seckau.
Als Abt von Seckau sorgte er für die Erneuerung der dortigen romanischen Basilika und gründete eine Oblatenschule. Zudem war Abt Ildefons während seines Seckauer Abbatiates mehrfach im Dienste des Gesamtordens tätig: 1895 als Visitator der portugiesischen Benediktinerklöster und von 1896 bis 1902 als Generalsuperior und in der Gestaltung der sich unter seiner tatkräftigen Führung konstituierenden Benediktinerkongregation von Sankt Ottilien. In seiner Zeit als Visitator in Portugal lernte er 1895 die selige Maria Gräfin Droste zu Vischering kennen, deren geistlicher Begleiter er wurde.
1908 wählte der Beuroner Benediktinerkonvent Ildefons Schober zum dritten Erzabt von Beuron und damit zum Haupt der Beuroner Benediktinerkongregation. Erzabt Ildefons konsolidierte den Beuroner Klosterverband und führte ihn während des Ersten Weltkrieges bis zum Jahr 1917, als er gesundheitlich stark beeinträchtigt vom Amt des Erzabtes resignierte.

## Auszeichnungen
- Ehrendoktor der Theologie, Universität Freiburg (1911)[3]